# Dendronephthya noumeensis
Dendronephthya noumeensis är en korallart som beskrevs av Verseveldt 1974. Dendronephthya noumeensis ingår i släktet Dendronephthya och familjen Nephtheidae. Inga underarter finns listade i Catalogue of Life.